# Bretignolles-sur-Mer
Bretignolles-sur-Mer (manchmal auch Brétignolles-sur-Mer geschrieben) ist eine französische Gemeinde mit 5139 Einwohnern (Stand 1. Januar 2022) im Département Vendée in der Region Pays de la Loire. Sie ist ein Badeort an der Atlantikküste und gehört zur Côte de Lumière. Sie gehört zum Arrondissement Les Sables-d’Olonne und ist Mitglied des Gemeindeverbandes Pays de Saint-Gilles-Croix-de-Vie Agglomération. Die Einwohner werden Bretignollais(es) genannt.
Die Gemeinde erhielt 2023 die Auszeichnung „Drei Blumen“, die vom Conseil national des villes et villages fleuris (CNVVF) im Rahmen des jährlichen Wettbewerbs der blumengeschmückten Städte und Dörfer verliehen wird.

## Geografie
La Roche-sur-Yon, die Präfektur des Départements, liegt ungefähr 33 Kilometer östlich, Les Sables-d’Olonne etwa 16 Kilometer südlich und Saint-Gilles-Croix-de-Vie rund elf Kilometer nördlich. Der Fluss Jaunay, ein linker Nebenfluss der Vie, bildet die nördliche Gemeindegrenze zu Givrand und L’Aiguillon-sur-Vie. Der Stausee Lac du Jaunay liegt ca. acht Kilometer nordöstlich.
Nachbargemeinden von Bretignolles-sur-Mer sind Saint-Gilles-Croix-de-Vie im Norden, Givrand im Nordosten, L’Aiguillon-sur-Vie und La Chaize-Giraud im Osten, Landevieille und Brem-sur-Mer im Südosten und Les Sables-d’Olonne im Süden.

### Verkehr
Der Zubringer zur Autoroute A 87 liegt etwa 30 Kilometer südöstlich.

## Geschichte
Archäologische Feuersteinfunde und megalithische Monumente belegen eine mehrtausendjährige Besiedlungsgeschichte des Gemeindegebietes. Zwischen dem 12. und 14. Jahrhundert stand dann Bretignolles mehrfach unter englischer Herrschaft. 1854 trat die Gemeinde ein Teil ihres Gebietes an Saint-Gilles-sur-Vie (heute Teil von Saint-Gilles-Croix-de-Vie) ab, was letzteren gestattete, ihre Seebad-Aktivitäten auszuweiten.

### Wappen
Blasonierung: Auf Blau mittig ein silbernes Wappenschild mit drei roten Sparren überragt von einem roten Kardinalshut.

## Bevölkerungsentwicklung
| Jahr      | 1962 | 1968 | 1975 | 1982 | 1990 | 1999 | 2007 | 2013 | 2020 |
| Einwohner | 1303 | 1534 | 1920 | 2029 | 2165 | 2687 | 3673 | 4337 | 5093 |

## Sehenswürdigkeiten
- Schloss Beaumarchais, ein Profanbau aus dem 12. Jahrhundert, Fassaden und Dächer des Schlosses sowie der Kamin im Erdgeschoss im westlichen Salon sind seit dem 27. Juni 1962 als Monument historique eingeschrieben.[2]
- Dolmen, genannt La Pierre Levée von Soubise, im Weiler La Pierre-Levée ist seit 1984 als Monument historique eingeschrieben.[3]
- Kirche Notre-Dame-de-l’Assomption, erbaut zwischen 1847 und 1850

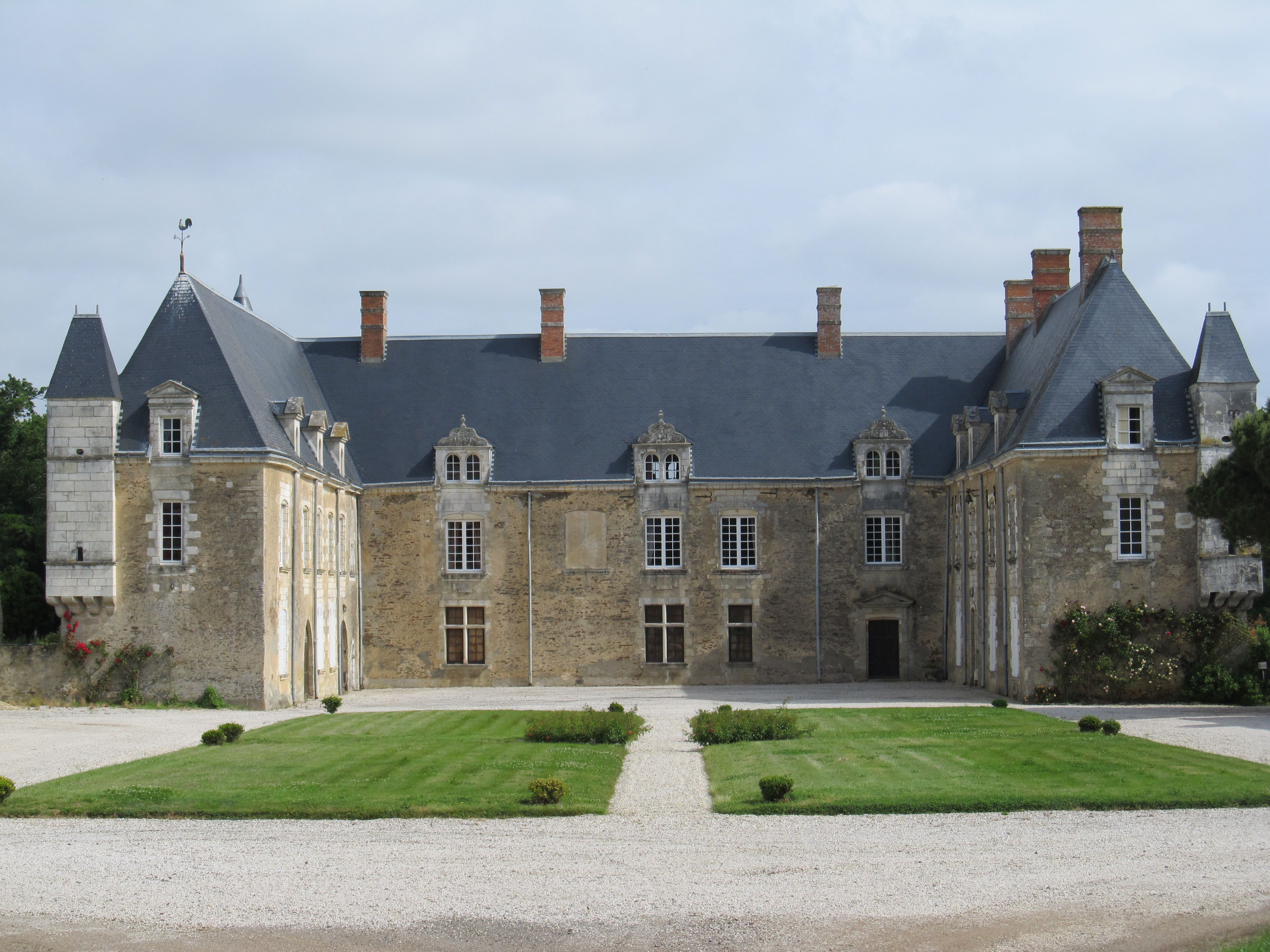
Schloss Beaumarchais
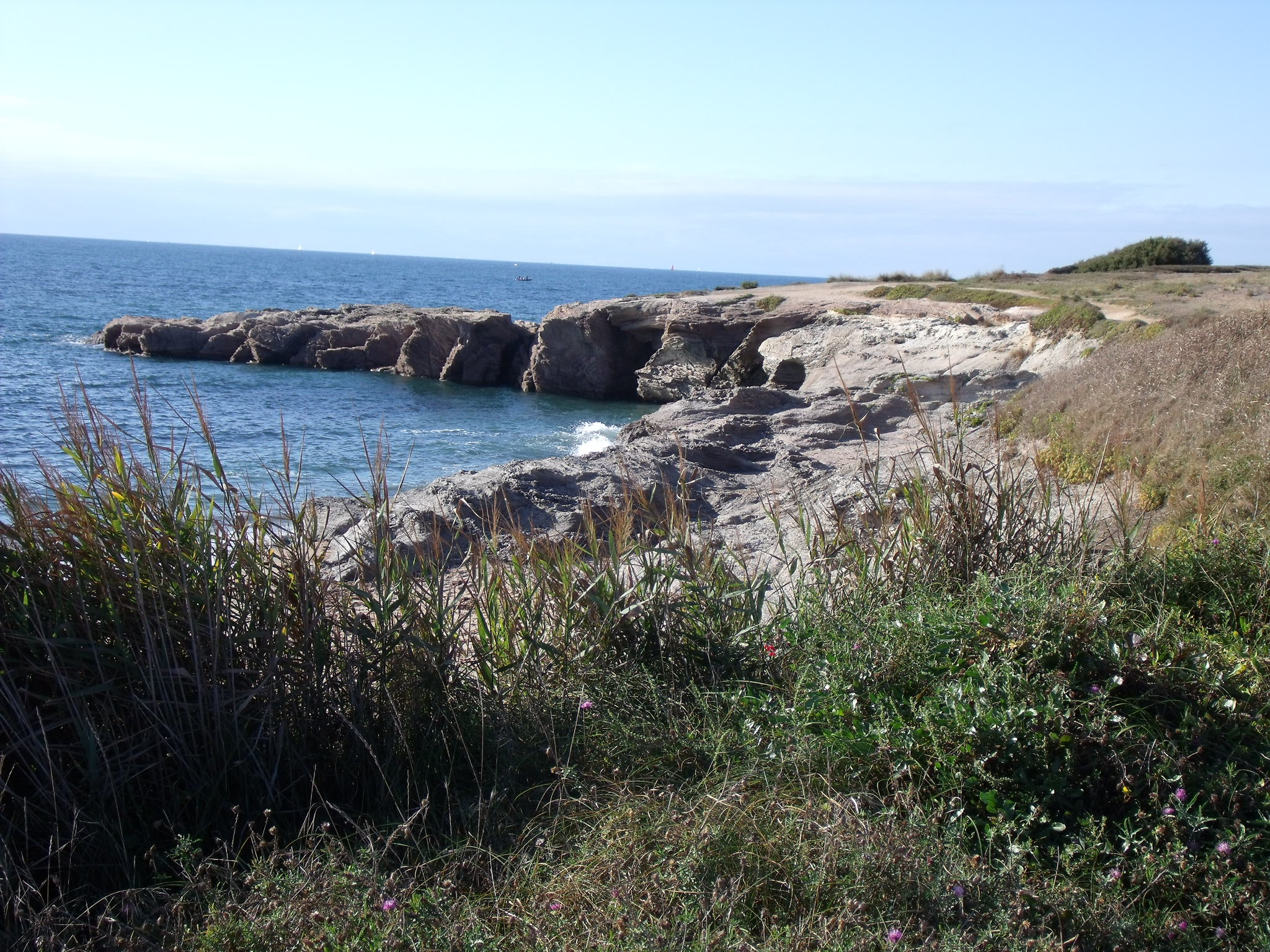
Plage de la Sauzaie
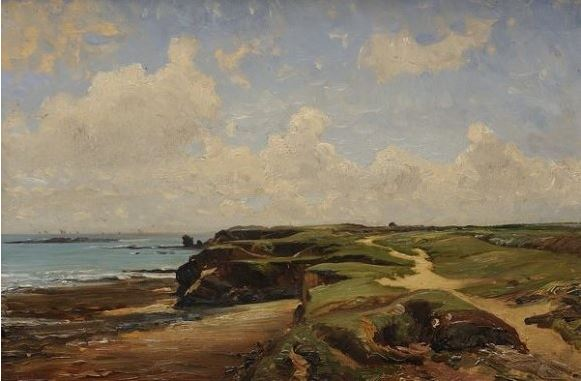
Edouard-Auguste Imer
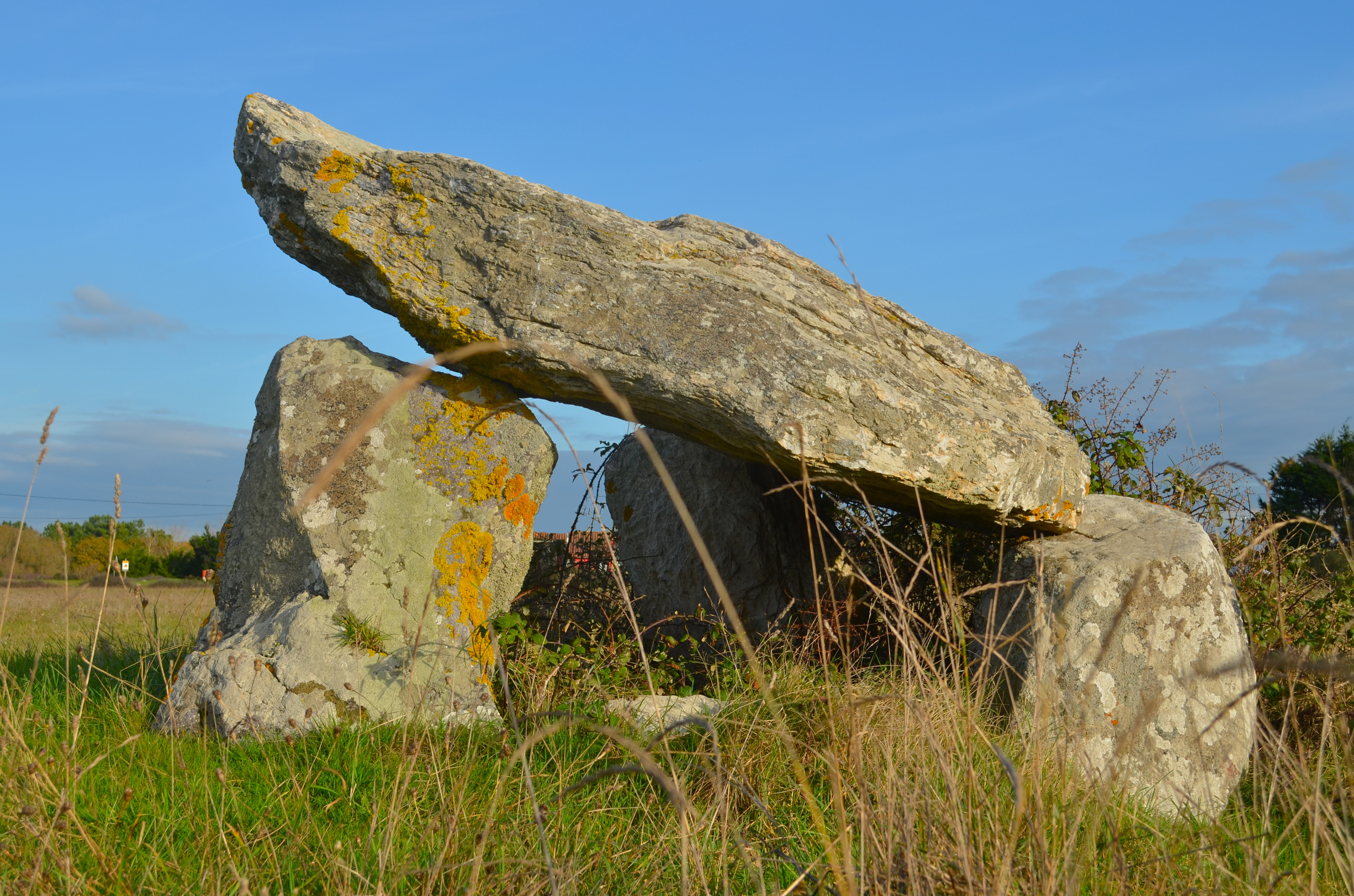
Dolmen La Pierre Levée von Soubise